# Tony! Toni! Toné!
Tony! Toni! Toné! is een Amerikaanse new jack swing- en r&b-groep uit Oakland, Californië. Door nummers als Feels Good en If I Had No Loot genoot de groep tijdens de eerste helft van de jaren '90 van de twintigste eeuw enige internationale bekendheid.
Oorspronkelijk bestond de groep uit Dwayne Wiggins (zang, 1963-2025), zijn broer Charles Ray "Raphael" Wiggins (later bekend als Raphael Saadiq) en Timothy Christian Riley. De groep werd opgericht in 1988. Ondanks diverse wisselingen in de samenstelling en een onderbreking tussen 1997 en 2003 bestaat de groep nog steeds.
In 2025 overleed Dwayne Wiggins.

## Discografie
| Single met eventuele hitnotering(en) in de Nederlandse Top 40 | Datum van verschijnen | Datum van binnenkomst | Hoogste positie | Aantal weken | Opmerkingen     |
| ------------------------------------------------------------- | --------------------- | --------------------- | --------------- | ------------ | --------------- |
| If I had no loot                                              |                       | 09-10-1993            | 16              | 6            |                 |
| Diary                                                         |                       | 30-04-2005            | 38              | 2            | met Alicia Keys |